# Sassoferrato
Sassoferrato là một thị xã ở tỉnh Ancona trong vùng Marche của Italia.
Về phía nam của thị xã là di tích của Sentinum cổ đại trên Via Flaminia. Lâu đài ở thị xã đã được đề cập từ thế kỷ 11. Thị xã đã thuộc dòng họ Este từ năm 1208, sau đó thuộc dòng họ Atti và đã trở thành đô thị năm 1460 sau vụ ám sát Luigi degli Atti.

## Cácfrazioni
Baruccio,Borgo Sassoferrato, Ca' Boccolino, Cabernardi, Camuffolino,Canderico, Cantarino,Camarano, Caparucci, Casalvento, Case Aia, Castagna, Castagna Bassa, Castiglioni, Catobagli, Col della Noce, Coldapi, Felcioni, Frassineta, Gaville, Liceto, Mandole, Montelago, Monterosso, Monterosso Stazione, Morello, Pantana, Perticano, Piagge, Piaggiasecca, Piano di Frassineta, Piano di Murazzano, Radicosa, Regedano, Rondinella, Rotondo, Sant'Egidio, San Felice, San Giovanni, San Paolo, Sassoferrato Castello, Scorzano, Sementana, Serra San Facondino, Stavellina, Valdolmo, Valitosa, Venatura